# Ocean Victory (schip, 1972)
De Ocean Victory is een halfafzinkbaar boorplatform dat in 1972 werd gebouwd door Avondale Shipyards voor Ocean Drilling & Exploration Company (Odeco). Het bestaat uit vier parallelle pontons, waarbij de buitenste twee niet over de volle lengte lopen. Op elk van die pontons staan twee kolommen met daarop het dek.
Het ontwerp van deze tweede generatie van halfafzinkbare platforms was gebaseerd op de Ocean Prospector, dat de eerste halfafzinker was met eigen voortstuwing met kortstraalbuis. Op basis van de opgedane ervaringen werden er echter de nodige veranderingen doorgevoerd:
- de pontons waren ingekort en aan het einde gebogen ingebracht in de kolommen. Om dezelfde vaardiepgang te kunnen bereiken was de diameter van de ronde pontons vergroot van 25,5 voet of 7,8 meter naar 28 voet of 8,5 meter
- de middenrij kolommen was verwijderd om de ankerkrachten met zo'n 15% af te laten nemen
- om dit verlies aan ondersteuning te compenseren werd het hoofddek verdiept
- de accommodatie werd vergroot van 69 naar 81 zonder het windoppervlak toe te laten nemen door een deel van de accommodatie onderdeks onder te brengen
- het pijpenrek op het hoofddek werd met zo'n 20% vergroot
- door de bovenste delen van de kolommen als opslag te gebruiken werd de dekruimte vergroot
- de ballastcontrolekamer werd boven in een kolom geplaatst
- acht ankerketting met een lengte van 3600 voet of 1100 meter met schalmen met een diameter van 3 inch of 7,6 cm

De aanpassingen van de Ocean Victory werden de basis van een serie platforms.

## Ocean Victory-serie

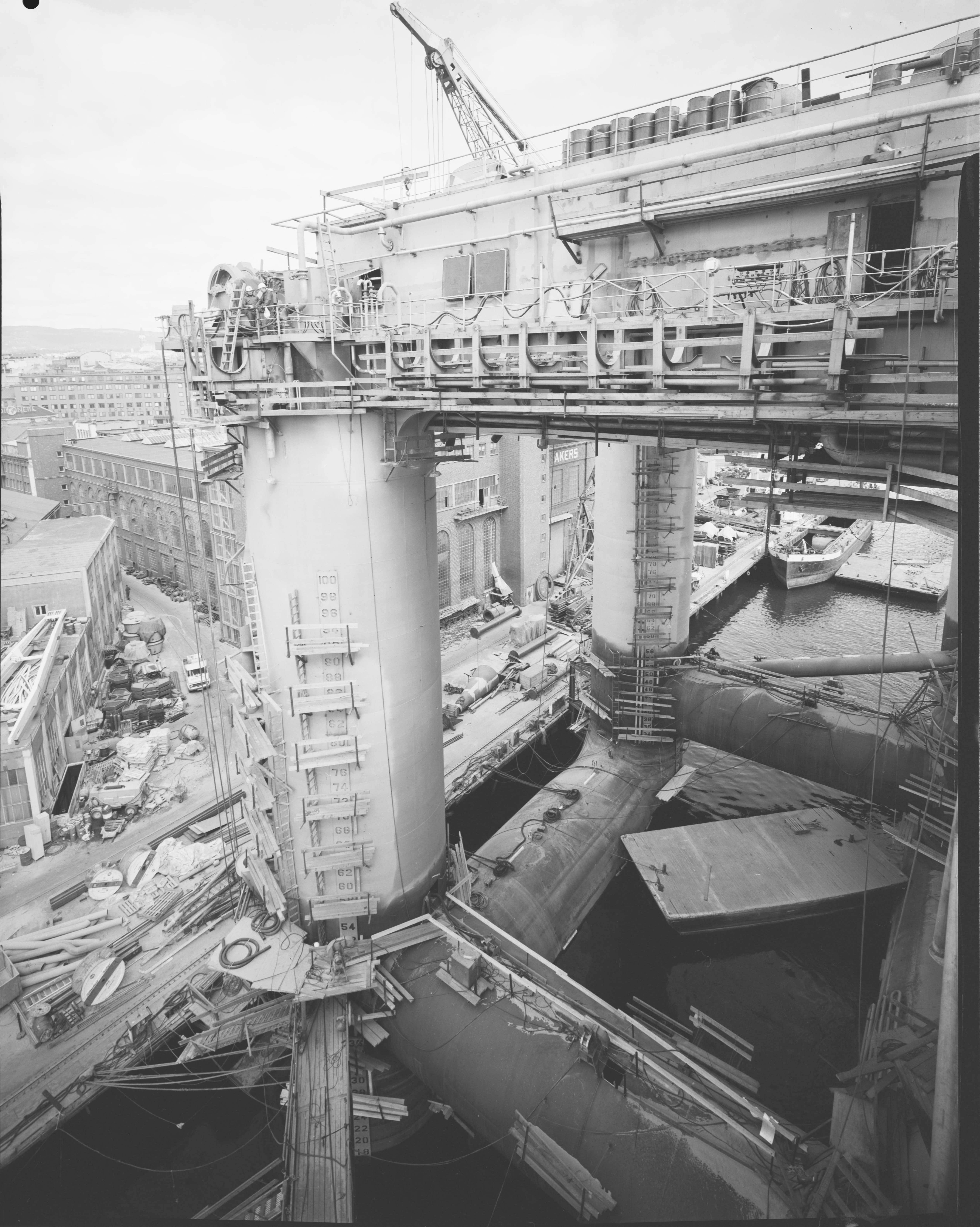
Detail van de Ocean Voyager tijdens de bouw bij Nylands Mekaniske Verksted

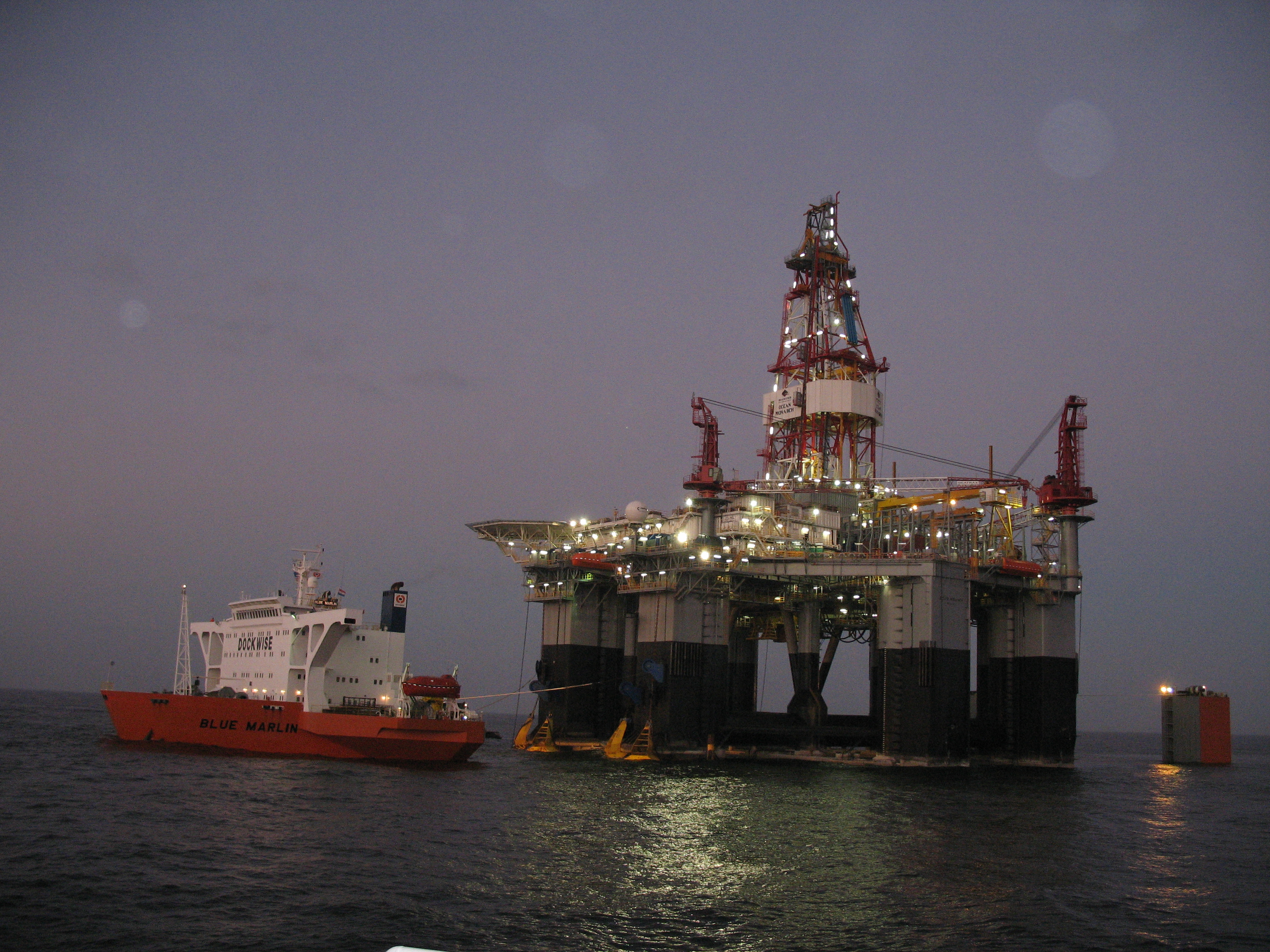
De Ocean Monarch, de voormalige Odin Drill, vlak voor het afzinken van de Blue Marlin

| Naam                           | Werf                                                          | Jaar          | IMO-nummer |
| ------------------------------ | ------------------------------------------------------------- | ------------- | ---------- |
| Ocean Prospector               | Mitsubishi Heavy Industries                                   | februari 1971 | 8753213    |
| Ocean Victory                  | Avondale Shipyards 1944                                       | oktober 1972  | 8753342    |
| Ocean Kokuei (Ocean Quest)     | Mitsubishi Heavy Industries                                   | 1973          | 8753108    |
| Ocean Rover                    | Avondale Shipyards 2055                                       | juni 1973     | 8753225    |
| Waage Drill I (Ocean Baroness) | Avondale Shipyards 2052                                       | oktober 1973  | 8750077    |
| Ocean Voyager                  | Nylands Mekaniske Verksted 693                                | november 1973 | 8753366    |
| Norskald                       | Trosvik Mekaniske Verksted/ Framnæs Mekaniske Værksted TF-101 | december 1973 | 8751370    |
| Waage Drill II (Ocean Star)    | Avondale Shipyards 2053                                       | april 1974    | 8755388    |
| Odin Drill                     | Nylands Mekaniske Verksted 694                                | juni 1974     | 8751368    |
| Ocean Endeavor                 | Transfield Pty. Ltd.                                          | 1975          | 8753079    |
| Ocean Bounty                   | Mitsubishi Heavy Industries                                   | 1976          | 8753005    |